# MSN TV
MSN TV (ранее известное как WebTV) представляет собой устройство, которое подключается к телевизору с RCA и позволяло выполнять интернет-сёрфинг с дистанционным управлением. WebTV технология была приобретена Microsoft в 1997 году.
MSN TV было доступно только в США. Соединение с Интернетом могло быть широкополосным или коммутируемым. Расходы на приобретение нового MSN TV устройства составляли 199,95$, и за подключение к Интернету плата варьировалась в зависимости от плана провайдера. Также была включена абонентская плата от 9,99$ в месяц и 199,99$ в год.
1 июля 2013 пользователям было разослано электронное письмо, сообщавшее, что сервис MSN TV будет закрыт 30 сентября 2013, а клиентский сервис будет доступен до 15 января 2014.

## История

### Перед Microsoft
Предоставляла эти услуги первая компания WebTV Networks Inc. (первоначальное название которого было «Artemis»). Компания основана в 1995 году Стивом Перлманом, Брюсом Ликом и Филом Голдманом, который в следующем году в партнёрстве с Philips и Sony выпустил первый WebTV, позволяющий пользователю просматривать Интернет с помощью телевизора, даже если ему не хватало компьютерной грамотности[прояснить]; также предлагалась возможность смотреть телевидение на одном компьютере, без необходимости добавления дополнительных устройств.
В середине 1997 года Thomson RCA представила через компьютерную сеть свою собственную версию WebTV. Идея Thomson была доставить устройства с аналогичными характеристиками оборудования фирмы Philips и Sony и интегрировать новые линии развлечений с помощью NetChannel.
Первые услуги WebTV были разделены на два класса обслуживания: WebTV Classic — первая версия, доступна с 1996 года; WebTV Plus — аппаратная ревизия, которая включала возможность изображения «Телевизор для Интернета», по системе «картинка в картинке».
В 1997 году Microsoft купила компанию за 425 млн долларов и работала в партнерстве с Intel и Compaq, чтобы установить стандарт цифровой связи, который сделает технологический прорыв для телевидения путём доступа к цифровому контенту через телевизор и использования телевизора в интернете.
Одной из главных проблем в первых моделях WebTV были недостаточные технологии и вычислительные мощности, препятствующие совершенствованию программного обеспечения. Это помешало улучшению первых моделей и новые интернет-приложения были интегрированы в устройства изначально. Отсутствие адаптации к изменениям в технологии является одной из основных проблем, выявленных пользователями.

### Реинжиниринг Microsoft
В 2001 году Microsoft через свою дочернюю компанию MSN получила абсолютный контроль над предприятием и расторжения контрактов с Philips и Sony, оставив только производителя RCA будущих моделей WebTV. Текущие пользователи акции предлагалось перейти на условия договора, предлагаемые новым брендом — MSN TV. После изменения знака WebTV, MSN TV увеличился на почти миллион абонентов в конце 2001 года.
В 2004 году Microsoft продлила торговые соглашения с Thomson, и вместе создал новую версию аппаратного MSN TV. В версии под названием MSN TV2, Microsoft изменила цвет устройства с серого на белый и синий, которые характеризуют бренд. Улучшения в аппаратной совместимости подчеркиваются: USB мышь и подключения к широкополосным без необходимости использования специальных адаптеров. Было усовершенствовано программное обеспечение, интеграция Microsoft Internet Explorer 6.0 как браузера и некоторых особенностей Microsoft Media Player, чтобы улучшить качество воспроизведения файлов, которые пользователь имеет на устройстве. Другим преимуществом является подключение устройств для обмена файлами между несколькими компьютерами (ПК, ноутбуки и т. д.) в пределах локальной сети.
С этими достижениями, старая версия WebTV была перемещена на новую версию в ближайшее время, и специалисты подчеркнули, что от низкой стоимости можно получить большое устройство для навигации в Интернете, в связи с широким спектром параметров и простота в использовании для тех, кто не имел опыт работы с компьютером. В феврале 2006 года аппаратные хакеры Linux BIOS проанализировали и опубликовали руководство: «Как установить Linux на MSN TV 2», оставив как знак их достижения на кластере MSN TV 2.

## Компоненты

### Оборудование

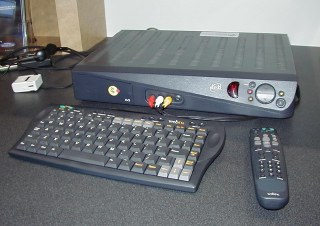
Оборудование WebTV

MSN TV представляет собой устройство, которое подключается к телевизору через кабель с стандартным аудио- и видео- входом или S-Video Connection. Он дополняется беспроводной клавиатурой и пультом дистанционного управления, которые позволяют взаимодействовать с веб-страницами и функциональностью.
Есть также факультативные периферийные устройства, такие как принтеры, кардридер и разъемы WiFi, для увеличения ёмкости и связи, которая обеспечивает MSN TV.

#### Перед Microsoft
Система WebTV имела два чипа, позволяющие просмотреть веб-сайт и обрабатывать изображения, не вызывая проблем с телевидением: уникальная низкая производительность процессоров, которые первоначально имели скорость 112 МГц в версии WebTV Classic, а в WebTV Plus было 167 МГц, 1,1 Гб ЖД, модем 56kbps, 8 Мб ОЗУ, 2 Мб ROM, которые поддерживали процесс запуска устройства и графического чипа ASIC, который сделал лучше изображение и видеозаписи, обеспечивал приемлемое качество информации, отображаемой на экране.

#### В Microsoft
После покупки WebTV Microsoft’ом, в 1999 году достигнут первый реальный прогресс в осуществлении эволюции графических чипов, известных как «Solo2», стоимость которых 20 млн. $ и была первой попыткой Microsoft выйти на рынок для компьютерных чипов. Достоинство этого чипа обработка нескольких видеопотоков, позволяющая запись нескольких программ одновременно и работы в Интернете через WebTV.
Несмотря на улучшение видеочипа, отсутствует аппаратное ускорение. Чтобы включить новые интернет-приложения Microsoft, Intel и Compaq начали исследовать и развивать это устройство. В более поздних версиях, в MSN TV 2 процессор Intel Celeron 733 МГц, 128 МБ ОЗУ, 64 Мб флэш-памяти.

#### Архитектура клиента
Ранние версии WebTV работали с 64-битным RISC процессором, со скоростью процессора от 142MГц до 167 МГц. RAM также возросла, поскольку были изменения (или обновление) оборудования, но разница не заметна для пользователя. Ключевым компонентом является диск, который позволяет устройству запускаться, и поэтому она могла быть взломана для внедрения Linux в качестве операционной системы.
Последняя версия WebTV использует процессор x86 с архитектурой Intel Celeron, позволяющий установку операционной системы Microsoft Windows CE.

#### Технические характеристики
| Производитель | Модель          | Тип           | Модем | RAM    | ROM  | Жесткий диск | Скорость ЦП | Процессор |
| Sony          | INT-W100        | Classic       | V.34  | 2 MB   | 2 MB | 2 MB         | 112 MHz     | R4640     |
| Philips       | MAT-960         | Classic       | V.34  | 2 MB   | 2 MB | 2 MB         | 112 MHz     | R4640     |
| Sony          | INT-W150        | New Classic   | V.90  | 8 MB   | 2 MB | 2 MB         | 150 MHz     | R5230     |
| Philips       | MAT-965         | New Classic   | V.90  | 8 MB   | 2 MB | 2 MB         | 150 MHz     | R5230     |
| RCA           | RW-2100         | New Classic   | V.90  | 8 MB   | 2 MB | 2 MB         | 150 MHz     | R5230     |
| RCA           | RM-2100         | New Classic   | V.90  | 8 MB   | 2 MB | 2 MB         | 150 MHz     | R5230     |
| Sony          | INT-W200        | Plus          | V.90  | 8 MB   | 2 MB | 1,1 GB       | 150 MHz     | R4640     |
| Philips       | MAT-972         | Plus          | V.90  | 8 MB   | 2 MB | 1,1 GB       | 150 MHz     | R4640     |
| Samsung       | SIS-100         | Plus          | V.90  | 8 MB   | 2 MB | 1,1 GB       | 150 MHz     | R4640     |
| Mitsubishi    | RW-2000         | Plus          | V.90  | 8 MB   | 2 MB | 1,1 GB       | 150 MHz     | R4640     |
| Mitsubishi    | RW-2001         | Plus          | V.90  | 8 MB   | 2 MB | 1,1 GB       | 150 MHz     | R4640     |
| RCA           | RW-2110         | Plus          | V.90  | 16 MB  | 8 MB | 2 MB         | 167 MHz     | R5230     |
| Sony          | INT-W250        | New Plus      | V.90  | 16 MB  | 8 MB | 2 MB         | 167 MHz     | R5230     |
| Philips       | INT-976         | New Plus      | V.90  | 16 MB  | 8 MB | 2 MB         | 167 MHz     | R5230     |
| La-Z-Boy      | Fabric          | New Plus      | V.90  | 16 MB  | 8 MB | 2 MB         | 167 MHz     | R5230     |
| La-Z-Boy      | Leather         | New Plus      | V.90  | 16 MB  | 8 MB | 2 MB         | 167 MHz     | R5230     |
| Echostar      | Dishplayer 7100 | DISH tuner    | V.90  | 16 MB  | 4 MB | 8,6 GB       | 167 MHz     | R5230     |
| Echostar      | Dishplayer 7200 | DISH tuner    | V.90  | 16 MB  | 4 MB | 17,6 GB      | 167 MHz     | R5230     |
| RCA           | UltimateTV      | DirecTV tuner | V.90  | 16 MB  | 4 MB | 40 GB        | 167 MHz     | R5230     |
| RCA           | RM-4100         | MSNTV2        | V.90  | 128 MB | Нет  | 64 MB        | 733 MHz     | Celeron   |

### Программное обеспечение
Первой программой для WebTV был интернет-браузер Spyglass Mosaic, который почти идентичен Microsoft Internet Explorer 3.0 и Netscape Navigator 3.0. Наряду с браузером Spyglass была лицензия на включение родительского контроля для WebTV (для фильтрации содержимого для детей). Для отображения видео используется программное обеспечение VideoFlash с поддержкой MPEG-1 и поддержка аудио-декодера MPEG-2 в дополнение к эмуляции MIDI.
В ранних версиях ПО отсутствует поддержка Java из-за несоответствия аппаратных требований, необходимых для запуска приложений на этом языке. Другими ограничениями ПО является архитектура, так как RISC заставляет компании производить программное обеспечение для платформы.
В настоящее время она предлагает общественности версию браузера Internet Explorer 6.0; поддержку технологии Windows Media Player, позволяющую воспроизведение видео через устройство; поддержку отображения информации в формате PDF; версию MSN Messenger, которая может быть интегрирована с паспортом Microsoft и создавать новые учётные записи Hotmail.

#### Патенты
WebTV Networks Inc. зарегистрировала патенты для защиты своих программных и аппаратных средств, которые взаимодействуют с системой.
- WorldScan: технология, которая позволяет просматривать веб-содержимое в любом формате сигнала (NTSC, PAL, SECAM)
- TVLens: технология, которая улучшает изображение, устраняет мерцание.
- PhosphoRam: декомпрессор изображений «на лету», что минимизирует потребление оперативной памяти.
- One Thumb Browsing: позволяет искать изображения на странице и внутри них.

#### Вирус
В 2002 году технология MSN TV подверглась атаке первого вируса для платформы. Программа была написана Дэвидом Джинсоном и распространялся по электронной почте между устройствами WebTV, который при открытии письма изменял номер подключения к службе MSN TV на 911 (номер экстренной службы для США). В ответ полиция направляла машины к домам пользователей WebTV.
E-mail с вирусом распространялся в основном в апреле-июле 2002 года и привёл к проблемам с полицией. Разработчик вируса был арестован в 2004 году.